# Trigonotis nandanensis
Trigonotis nandanensis là loài thực vật có hoa trong họ Mồ hôi. Loài này được Ching J. Wang miêu tả khoa học đầu tiên năm 1982.